# Aharón ben Zerah
Aharón ben Zerah fue un judío francés que murió asesinado por su origen étnico en Estella (Navarra) el 5 de marzo de 1328.
Expulsado de su hogar original en 1306 por orden del rey Felipe IV de Francia, que confiscó sus propiedades, encontró refugio en Estella. Después de 20 años de residencia en esta ciudad, él, su mujer y cuatro de sus hijos fueron asesinados por vecinos cristianos de la misma ciudad en una revuelta antijudía. Los horrores de esta matanza se narran en Sedá la Dérek (‘Provisión para el camino’), una obra escrita por Menahem ben Aharón ibn Zerah, uno de sus hijos que logró sobrevivir.